# L'abbraccio di Medusa
L'abbraccio di Medusa (Medusa's Coil, tradotto anche come Medusa o Nelle spire di Medusa) è un racconto horror dello scrittore statunitense Howard Phillips Lovecraft basato sulla breve trama fornitagli da Zealia Brown Bishop. 
Scritto nel 1930, il racconto fu pubblicato per la prima volta in versione abbreviata e firmato dalla Bishop nel gennaio del 1939 sulla rivista Weird Tales. 
La prima edizione integrale de L'abbraccio di Medusa apparve nel 1989 come parte del volume The Horror in the Museum and other revisions curato da S. T. Joshi.

## Trama
Durante un viaggio nel Missouri meridionale un uomo chiede ospitalità al solitario occupante di un'antica villa padronale caduta in completa rovina. La notte il suo anfitrione, De Russy, gli racconta le sventure piombate sulla vecchia casa dopo lo sfortunato matrimonio del figlio Denis con una donna creola, Marceline Bedard, da tempo conosciuta nei circoli esoterici parigini per essersi proclamata sacerdotessa di un culto ancestrale tributato ai serpenti. Il ritratto fattole da un amico di Denis, Marsh, avrebbe poi svelato la sua vera natura. Denis aveva allora ucciso Marceline, ma scoperto con orrore che i capelli di lei potevano prendere vita e, sotto forma di un orrendo serpente nero, strinsero Marsh tra le loro spire. Il padre di Denis accorse appena in tempo per assistere impotente al suicidio del figlio, decise allora di murare i cadaveri sotto la calce viva, per poi scoprire che i malefici capelli di Marceline continuavano a infestare la proprietà.
La narrazione ritorna al presente in cui il protagonista vede il quadro e gli spara, liberando così il cadavere di Marceline e la sua treccia. Il protagonista si butta in una corsa scellerata per scappare dalla casa, mentre questa va a fuoco, solo per poi scoprire, parlando con abitanti del luogo, che l'incendio della casa è avvenuto sei anni prima.